# Sáros András Miklós
Sáros András Miklós (Sáros A. Miklós) (Höchstadt an der Aisch, 1945. február 27. –) grafikusművész.

## Életpályája
1963–1968 között a Magyar Képzőművészeti Főiskola hallgatója volt; ahol Barcsay Jenő, Ék Sándor és Fónyi Géza oktatták. 1966 óta kiállító művész. 1968–1980 között a Fiatal Képzőművészek Stúdiójának tagja volt. 1968 óta a MAOE tagja. 1972-től a Magyar Képző- és Iparművészek Szövetség tagja volt. 1992-től a Magyar Grafikusművészek Szövetségének tagja. 2000–2013 között a Budapesti Képző- és Iparművészeti Szakközépiskola oktatója volt. 2008–2013 között a Magyar Képzőművészeti Egyetem mentortanára is volt.
Jászberényben és Vácon élt; Budapesten lakik. Főleg sokszorosító grafikát és ceruzarajzokat, majd többszínnyomású litográfiákat készített. Több mint 300 kiállításon szerepeltek munkái itthon és külföldön, 27 önálló kiállítása volt, 38 különböző díjat nyert. Rendszeres résztvevője a miskolci és a salgótarjáni országos kiállításoknak. 

## Kiállításai
| - 1969, 1977, 1980, 1988, 1999 Budapest - 1981 Vác, Helsinki - 1983 Hamburg - 1998 Szolnok, Groenlo - 2011 Balassagyarmat - 2019 Salgótarján | - 1972 Trieszt - 1974 Varsó, Szófia, Tallinn - 1978 Párizs, Krakkó, Katovice - 1979 Isztambul - 1981 Prága, Pozsony, Bázel, Szófia - 1983 Stuttgart - 1986 Ankara - 1987 Hanoi, München, Moszkva, Jeruzsálem, Tel-Aviv, Berlin - 1988 Brescia, Várna - 1990 Pozsony - 1993 Tübingen, Glinde - 2000 Doetinchem |

## Művei
- Mementó (színes rézkarc, 1975)
- Emlékpart (rézkarc, 1976)
- Beállítás (rézkarc, 1976)
- No… (számozott arcok sorozata, színes aquatinta és borzolás, 1978-1981)
- Fekvő formátum (színes aquatinta, 1978)
- Erdő–Madár–Fészek (rézkarc és aquatinta, 1984-1985)
- Élet-kép (színes litográfia, 1990)
- Íratlan múlt (színes litográfia, 1990)
- Bádogkereszt (litográfia, 1991)
- Erdő (litográfia, 1993)
- Boksa (litográfia, 1995)
- Kolónia (litográfia, 1998)
- Senki földje (színes litográfia, 2002)
- Távoli hír (színes litográfia, 2002)
- Leonardo emlékére (litográfia, 2004)

## Díjai
- Derkovits Gyula képzőművészeti ösztöndíj (1975-1978)
- Munkácsy Mihály-díj (1983)
- Eötvös-ösztöndíj (1989)
- Neufeld Anna-díj (1989)
- a III. Salgótarjáni Országos Rajztriennálé nagydíja (2016)
- MMA képzőművészeti ösztöndíj (2016)